# Mole Valley
Mole Valley – dystrykt w hrabstwie Surrey w Anglii.

## Miasta
- Dorking
- Leatherhead

## Inne miejscowości
Abinger Common, Abinger Hammer, Ashtead, Beare Green, Betchworth, Brockham, Buckland, Capel, Charlwood, Coldharbour, Cudworth, Fetcham, Friday Street, Great Bookham, Headley, Holmbury St Mary, Leigh, Little Bookham, Margery, Mickleham, Mogador, Newdigate, North Holmwood, Ockley, Pixham, Ranmore Common, South Holmwood, Sutton Abinger, Westcott, Westhumble, Wotton.